# Mitten im Malestream
Mitten im Malestream ist ein deutscher Dokumentarfilm der feministischen Filmemacherin Helke Sander aus dem Jahr 2005. Der fernsehunabhängig mit sparsamen Mitteln inszenierte Film liefert einen Beitrag über die Anfänge der neuen Frauenbewegung als bislang wenig beachtetem Teil westdeutscher Nachkriegsgeschichte.

## Inhalt
Der Film thematisiert die heute wenig bekannten Richtungskämpfe der Frühphase der neuen Frauenbewegung in Deutschland, die hauptsächlich über die Kinderfrage ausgetragen wurden. Mit Mütterpolitik, Selbstverständnis von Männern als Väter, der Kampagne gegen den Abtreibungsparagrafen 218, dem real existierenden Gebärstreik von Frauen und der politischen Auseinandersetzung der Frauenbewegung mit den christlichen Kirchen werden in dem Film Kernfragen der Bewegung berührt.
Das Werk verwendet zahlreiche alte Dokumentarmaterialien. Als Rahmen dazu dienen Teile einer zweitägigen Diskussion mit acht damals in der Frauenbewegung aktiven Frauen aus dem Herbst 2004. Die Teilnehmerinnen waren Halina Bendkowski, Gisela Erler, Peggi Liebisch, Johanna Mierendorff, Signe Theill, Bettina Schoeller, Annegret Stopczyk und Helke Sander.
Die Grundthese dieser historischen Rekonstruktion von Helke Sander, die selbst zu den Aktivistinnen der ersten Stunde gehörte, ist, dass die Frage der Kinderbetreuung 1968 noch im Zentrum der Frauenbewegung gestanden hatte und erst später verdrängt wurde. In der Diskussionsrunde versucht Sander eine Ursachensuche.

## Hintergründe
Seit ihrem Beginn gab es in der neuen Frauenbewegung in Westdeutschland oft heftig ausgetragene politische Widersprüche und vielschichtige Konflikte. Medial wurde die Frauenbewegung ab den 1970er Jahren stark auf Alice Schwarzer, ihre Veröffentlichung Der kleine Unterschied und seine großen Folgen (1975) und die Kampagne gegen den Abtreibungsparagrafen 218 eingeengt.

## Kritiken
„Opulentes Dokumentarkino ist das nicht, auch kein Film-Essay, wie behauptet, dazu ist die Filmsprache doch allzu sehr am Verbalen orientiert. Nützlich ist Mitten im Malestream dennoch: Ein mit Intelligenz dem Machbaren abgerungener Beitrag zur feministischen Geschichtsforschung, der in den historischen Filmschnipseln auch ganz praktisch Verschollenes wieder sichtbar macht. Der größte Mangel ist dabei vielleicht eine fast idealistische Konzeption von Frauenbewegung jenseits der sonstigen politischen Entwicklungen, die einige Verständniszusammenhänge verstellt.“

„Klar ist es interessant, dass der in Vergessenheit geratene Ursprung der Frauenbewegung mit dem Anliegen anfing, die Gesellschaft so zu verändern, dass Frauen darin Kinder gebären können, ohne dass ihnen dadurch Nachteile entstehen und noch interessanter ist es, sich die Gegenwart zu betrachten, in der das Gebären von Kindern für Frauen immer noch den Karriereknick bedeutet. Der Geburtenrückgang spricht für sich – der in den 70er-Jahren von Frauen angedrohte Gebärstreik ist eingetreten, ohne als solcher benannt zu werden. Doch möchte man die Frauenbewegung, die die Frauen zwar noch nicht ans Ziel, aber ein großes Stück weitergebracht hat, nicht auf die Kinderfrage reduziert sehen. Das Thema ist vielschichtiger, doch diese Vielschichtigkeit wird in diesem Essay nicht berücksichtigt.“

„All die jungen Frauen, denen Sander doch die wahre Schönheit der Frauenbewegung zeigen wollte, werden wohl spätestens abschalten, wenn der Film sich auch inhaltlich von seiner anfangs aufgeworfenen Frage immer weiter entfernt. Schuld daran, dass die Kinderfrage in den Hintergrund rückte, sind die ‘Bewegungslesben’, Alice Schwarzer und die Männer. Eine wirkliche Analyse hätte fragen müssen, warum es so bequem war, sich im Anklagemodus einzurichten und ob es dazu eine politische Alternative gab. Doch stattdessen debattiert man sich nun auf Fernsehrunden-Niveau durch sämtliche sonstigen Themen der Bewegung, von Kinderläden über die katholische Kirche zur Reproduktionsmedizin, und siehe da, die Positionen der Frauenbewegung sind alle noch aktuell. Super. Nur diejenigen, denen man das endlich mal zeigen wollte, die schauen jetzt schon lange nicht mehr zu.“